# ويليام إس. ماسون
ويليام إس. ماسون (بالإنجليزية: William S. Mason)‏ هو سياسي أمريكي، ولد في 1832 في فرجينيا في الولايات المتحدة، وتوفي في 27 مارس 1899 في بورتلاند في الولايات المتحدة. حزبياً، نشط في الحزب الجمهوري.